# 386056 Taurage
386056 Taurage este o planetă minoră (asteroid) din centura de asteroizi. A fost descoperită pe 24 martie 2007 la Molėtų astronomijos observatorija⁠(d) de . 
Obiectul prezintă o orbită caracterizată de o semiaxă mare de 2,3595840149809 UAi, o excentricitate de 0,19175902246758, o înclinație de 2,3769434906865 ° în raport cu ecliptica.